# Philadelphia Wireman
The Philadelphia Wireman est le nom qui a été donné à un artiste américain d'art brut inconnu qui a réalisé environ 1 200 petites sculptures en fil de fer. Elles ont été trouvées dans la rue, dans des sacs et des cartons, par un étudiant à Philadelphie en 1982. 

## Auteur
On ne sait rien de l'auteur ni de ses motivations, mais on pense que les pièces ont été abandonnées après sa mort. Elles évoquent l'art africain et ce fait ainsi que le quartier où elles ont été trouvées amènent certains commentateurs à penser que l'artiste était afro-américain,.

## Œuvres

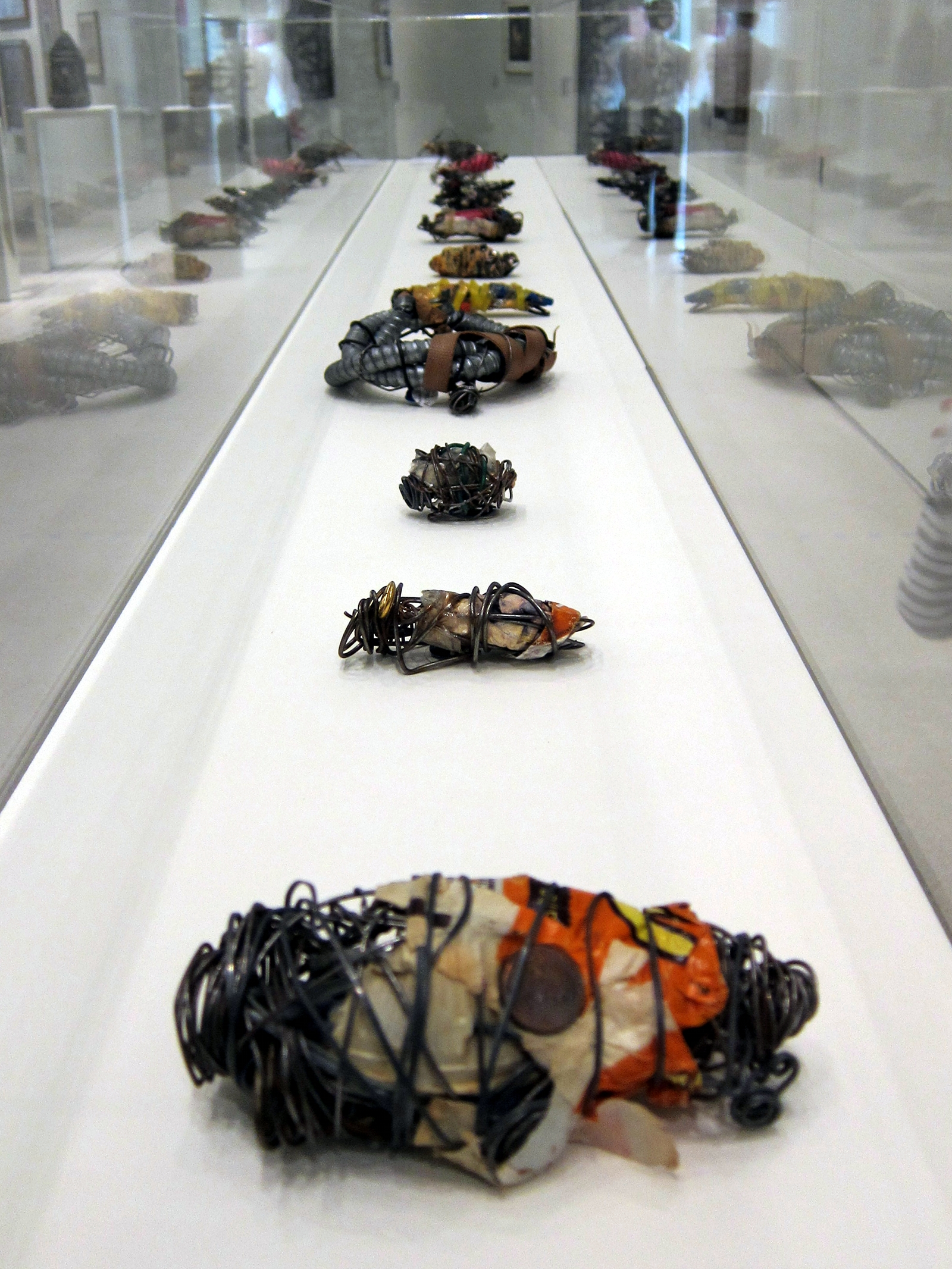
Collection de sculptures du Philadelphia Wireman au LaM

Les œuvres ont été données à la Fleisher-Ollman Gallery par l'étudiant qui les a trouvées. Il s'agit pour l'essentiel de sculptures en fil de fer à l'exception de quelques dessins abstraits qui rappellent tout à la fois Mark Tobey et J.B. Murry. Pour réaliser les sculptures, l'artiste a étroitement enserré de fil de fer des morceaux de plastique ou de journaux, des emballages, des noix, des pièces électriques, des pièces de monnaie et divers autres objets. Sur la base de ces matériaux, les sculptures ont été datées des années 1970.

## Expositions
La collection a été montrée pour la première fois en 1985 et a depuis beaucoup circulé, aux États-Unis, au Contemporary Arts Center de Cincinnati, au San Jose Museum of Art, au Pittsburgh Center for the Arts, au Museum for African Art et au American Folk Art Museum de New York, mais aussi en Europe, au Musée d’Art Brut de Lausanne. Onze pièces sont également détenues par le LaM en France.